# Escola de Ferrara
A escola de Ferrara, ou, na sua forma portuguesa, de Ferrária, foi um grupo de pintores que floresceu na cidade de Ferrara, na Itália, durante o Renascimento.
Ferrara era governada pela Família Este, famosa por sua patronagem nas artes. Com Ercole d'Este I, em 1470, a família continuou no poder até que  Afonso II d'Este morreu sem herdeiros em 1597. A escola misturava várias influências, entre elas a arte de Mântua, Veneza, Lombardia, Bolonha e Florença. 
No final do século XV, Ferrara foi um centro de produção de gravuras na Itália. A obra mais famosa é sem dúvida o Mantegna Tarocchi, executado por vários artistas.  

## Artistas
- Galasso Galassi
- Cosimo Tura
- Francesco Cossa
- Ludovico Mazzolino
- Ercole de' Roberti
- Lorenzo Costa
- Boccaccio Boccaccino
- Domenico Panetti
- Dosso Dossi
- Girolamo da Carpi
- Benvenuto Tisi
- Ludovico Mazzolino
- Costanzo Cattanio
- Giovanni Francesco Surchi
- Sebastiano Filippi (Bastianino)
- Jacopo Bambini
- Carlo Bononi
- Alfonso Rivarola
- Camillo Berlinghieri
- Ercole Sarti
- Giovanni Francesco Barbieri
- Giuseppe Caletti
- Ludovico Lana
- Francesco Costanzo Cattaneo
- Giuseppe Bonati
- Giuseppe Avanzi
- Maurelio Scanavini
- Giacomo Parolini
- Giuseppe Zola
- Giovanni Francesco Braccioli
- Giuseppe Ghedini
- Giovanni Monti